# Fernando Márquez Joya
Fernando Márquez Joya, né vers 1610 à Séville et mort en 1672 dans la même ville, est un peintre espagnol.

## Biographie
Fernando Márquez Joya naît vers 1610 à Séville.
Élève de Murillo, il adopte la manière de son maître, excelle dans le portrait et devient en 1668 un des fondateurs de l'Académie de Séville. On croit que plusieurs de ses tableaux ont été attribués à Murillo. Son œuvre la plus remarquable est Portrait du cardinal Spínola, qu'on voit au Real Museo de Madrid. Cette œuvre de 1649, a été reproduite au burin par William van der Gouwen (en). 
Il est l'oncle d'Esteban Márquez de Velasco. 
Il meurt en 1672 dans sa ville natale.